# Карл Крістіан Фоґель фон Фоґельштейн
Карл Крістіан Фоґель фон Фоґельштейн, народж. Фоґель (нім. Carl Christian Vogel von Vogelstein; 26 червня 1788, Вільденфельс, Саксонія — 4 березня 1868, Мюнхен, Баварія) — німецький художник-портретист.

## Біографія
Карл Крістіан Фоґель фон Фоґельштейн (цим дворянським титулом він був нагороджений саксонським королем лише в 1831 році) народився в 1788 році в Вільденфельсі, був сином художника Крістіана Леберехта Фоґеля. Перші уроки малювання отримав від свого батька вже в ранньому віці. У 1804 році вступає в дрезденську академію мистецтв, де пише свої перші портрети.
У 1807 році на запрошення барона фон Левенштерна, Фоґель їде в естонське місто Тарту. У 1808 художник перебирається до Санкт-Петербурга, живе і працює там у палаці князів Гагаріних, де відкриває свою майстерню. У ній Фоґель пише портрети багатьох російських аристократів і дипломатів. Працюючи в Росії, художник зібрав кошти для тривалої поїздки Італією, в яку і відправився у 1812 році. По дорозі Фоґель заїжджає в Берлін і Дрезден, де пише портрети своїх батьків.
У 1813—1820 роках Фоґель живе і працює в Римі, де в цей період жили багато німецьких художників. Перебуваючи в постійному конфліктному середовищі між прихильниками класичної та романтичної шкіл живопису, Фоґель намагався триматися нейтральної позиції. Стиль його полотен був близький творчості живописця Рафаеля Менгса. В Італії, як і в Дрездені, Фоґель писав численні копії з творів старих майстрів. Крім картин релігійного змісту і пейзажів, Фоґель і в Римі пише велику кількість портретів — в тому числі Бертеля Торвальдсена, Люсьєна Бонапарта і — на замовлення короля Саксонії — папи Пія VII.
Серед своїх колег в Італії Фоґель був у дуже гарному положенні. Так, за спільним рішенням йому була присуджена пляшка рідкісного вина врожаю 1634 року піднесена німецьким художникам в Римі баварським королем Людвігом I.
Ще в Санкт-Петербурзі Фоґель почав створювати свою колекцію портретів, яку він малював зі своїх знаменитих сучасників. До кінця його життя в цій колекції зберігалося понад 700 портретів, що мали високу художньо-історичну цінність (в тому числі портрет 75-річного Гете). Тут також знаходилися портрети багатьох відомих німецьких та італійських художників, які жили в 1-й половині XIX сторіччя (А. Канова, І. Г. Рейнгар, К. Д. Раух, Ф. Овербек, П. фон Корнеліус, Ф. Фейт, Ф. Рюккерт, Л. Ф. Ш. фон Каросфельд та ін.). Ця збірка була прийнята саксонським королем Йоганном I в обмін на надання художнику довічної пенсії. Нині ця колекція, написана в основному олівцем і крейдою, зберігається в кабінеті графіки Дрезденської картинної галереї.
У 1820 році Карл Фоґель був запрошений професором в Дрезденську Академію Мистецтв, на місце Ґергарда фон Кюґельґена, який розбійниками був убитий в околицях Лошвіца. У Дрездені Фоґель, з перервами, жив до 1853 року. У 1830 році художник відвідує Париж, в 1835 році — Лондон. У Дрездені Фоґель продовжує писати портрети своїх сучасників, в тому числі створює портрет Людвіга Тіка. Пише також численні релігійні полотна — для дрезденського придворного католицького собору, для собору в Наумбурзі.
У 1824 році, після створення ним портретів саксонської королівської сім'ї Фоґель стає придворним художником Саксонського королівства. У 1831 році він зводиться в дворянство з даруванням прізвища фон Фоґельштейн. Фон Фоґельштейн стає також членом Академії мистецтв Берліна (в 1832), Флоренції і Мюнхена і навіть вшановується честю фігурувати в палаці Уффіці, у Флоренції.
У 1842—1844 майстер робить другу свою поїздку в Італію, в 1856—1857 роках — третю. Він відвідує Рим, Неаполь, Помпеї та ін. Тут він пише свою знамениту картину про Данте, придбану великим герцогом Тосканським. Пізніше він створює ще дві подібні роботи — присвячені гетівському Фаусту (1847—1852) і Енею Вергілія. У 1853 році Фоґель йде на пенсію та їде в Мюнхен де, тим не менше, продовжує працювати. Помер у Мюнхені в 1868 році.

## Прижиттєві видання творів
- Verzeichnis der in den Jahren 1814 bis 1857 in Italien von C. Vogel v. V. teils selbst gemachten, teils gesammelten Abzeichnungen und Durchzeichnungen nach altitalienischen Meistern. München 1860
- Die Hauptmomente von Goethe's Faust, Dante's Divina Commedia und Virgil's Aeneïs. Bildlich darstellt und nach ihrem innern Zusammenhange erläutert. Fleischmann, München 1861

## Галерея

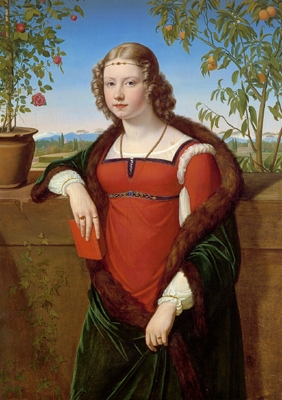
Портрет княгині Леопольдіни Кароліни Пальффі (1818)
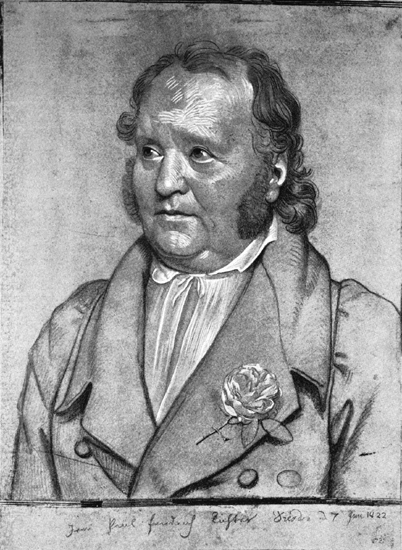
Портрет Жана-Поля (1822)
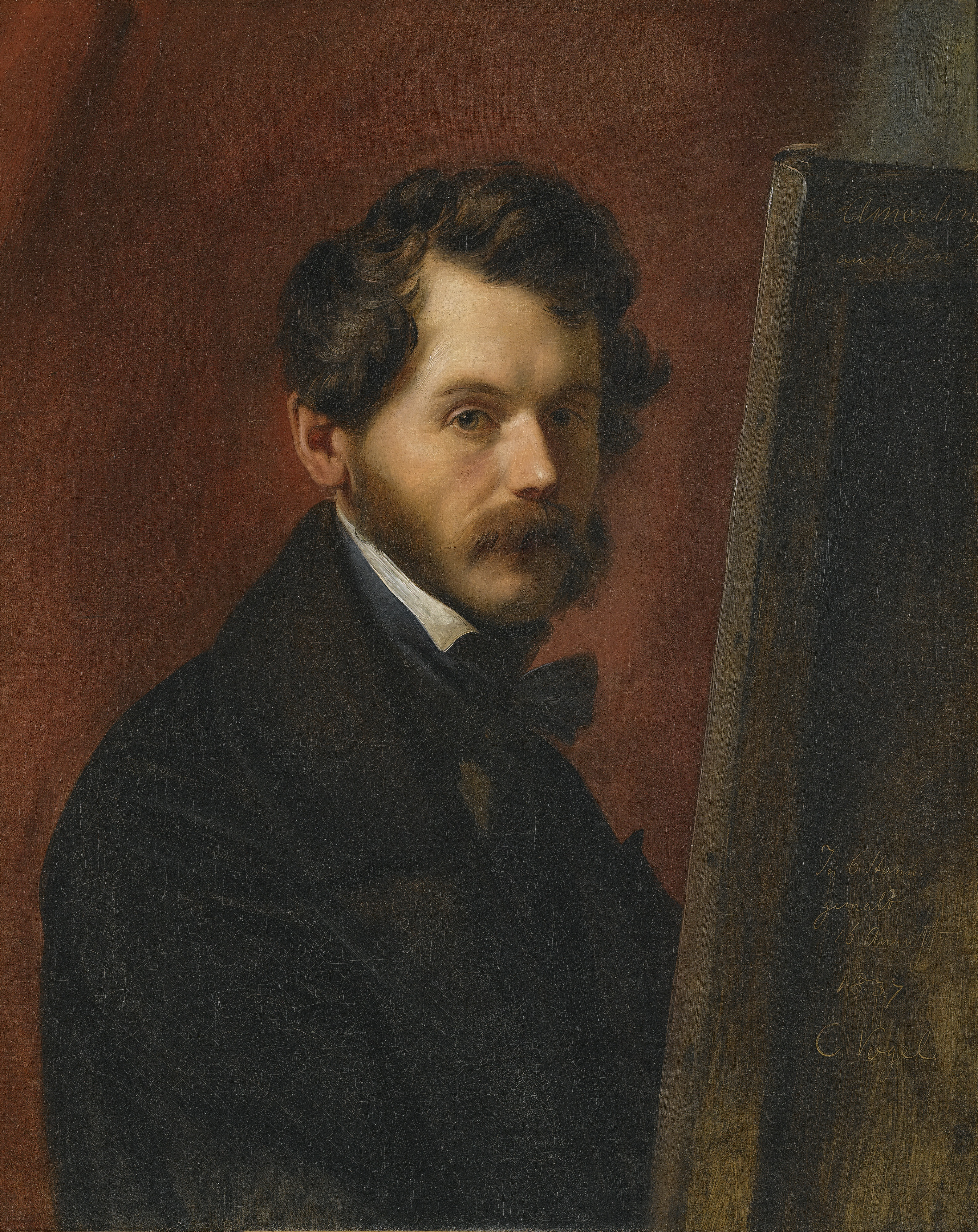
Портрет Фрідріха фон Амерлінга (1837)
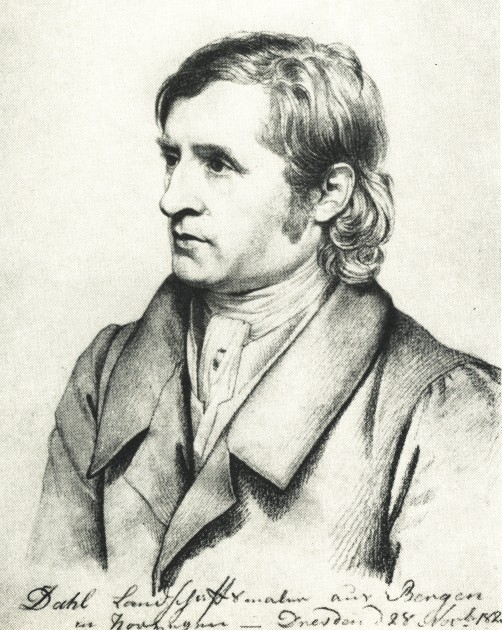
Портрет І.Х.К.Даля
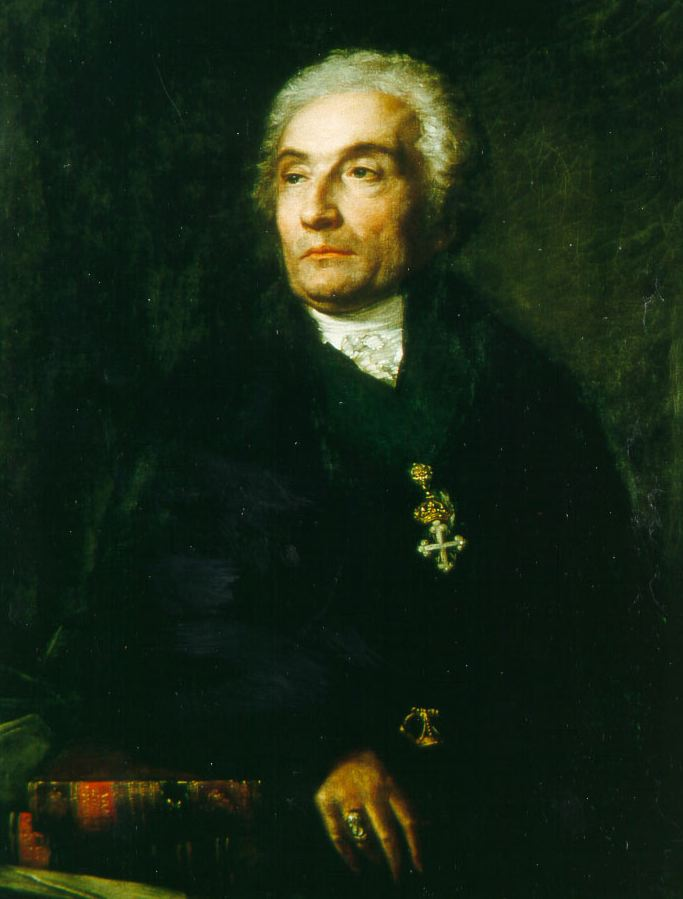
Портрет Жозефа де Местра (1810)